# Lac du Magyar
Lac du Magyar är en sjö i Kanada.   Den ligger i regionen Nord-du-Québec och provinsen Québec, i den östra delen av landet, 700 km norr om huvudstaden Ottawa. Lac du Magyar ligger 694 meter över havet. Arean är 2,8 kvadratkilometer. Den sträcker sig 3,3 kilometer i nord-sydlig riktning, och 2,5 kilometer i öst-västlig riktning.
Trakten runt Lac du Magyar är nära nog obefolkad, med mindre än två invånare per kvadratkilometer.